# Adrián Zermeño
Adrián Zermeño Íñiguez (nació el 1 de mayo de 1979 en Guadalajara, Jalisco) es un exfutbolista mexicano, que se desempeñaba como guardameta. 
Debutó en la Primera División de México con Cruz Azul y se retiró con Dorados de Sinaloa en la Liga de Ascenso de México.

## Trayectoria
Inició su carrera en 1997 con el Cruz Azul. Debutó el 12 de agosto de 2000, enfrentando a las Chivas Rayadas del Guadalajara en el Estadio Azul, en partido correspondiente a la Jornada 3 del Invierno 2000; formó parte de la plantilla que logró el Subcampeonato de la Copa Libertadores 2001, al caer en la Final ante Boca Juniors. 
En junio del 2002, llegó a Jaguares de Chiapas, donde permaneció una Temporada. En el Apertura 2003 fue contratado por Querétaro FC. Después de militar una Temporada con los Gallos Blancos, llegó a Celaya. En enero de 2005, firmó con San Luis FC, logrando con los potosinos el título de la Final de Ascenso 2004-05 ante Querétaro FC, para así firmar su regreso a la Primera División de México.
En diciembre del 2007, llegó a los Tigres de la UANL. 
En la Temporada 2008-2009, retornó a la División de Plata con el Club Tijuana. Con los Xoloitzcuintles ganó el Apertura 2010 y la Final de Ascenso 2010-11, llegando al Máximo Circuito de cara al Apertura 2011.
En el Apertura 2014 llegó a los Dorados de Sinaloa, club en el que se retiró al concluir el torneo.

## Clubes

### Futbolista
| Club                | País   | Año           |
| ------------------- | ------ | ------------- |
| Cruz Azul           | México | 1997-2002     |
| Jaguares de Chiapas | México | 2002-2003     |
| Querétaro FC        | México | 2003-2004     |
| Celaya              | México | Apertura 2004 |
| San Luis FC         | México | 2005-2007     |
| Tigres de la UANL   | México | Clausura 2008 |
| Tigres B (Cárnet)   | México | Clausura 2008 |
| Club Tijuana        | México | 2008-2014     |
| Dorados de Sinaloa  | México | Apertura 2014 |

## Selección nacional

### Sub-23
Con la selección de México Sub-23 acudió al Preolímpico de Concacaf de 2000, en donde el Tricolor quedó en tercer lugar y por ende, fuera de los Juegos Olímpicos de Sídney 2000.

### Absoluta
|                    | PJ | Minutos | Goles recibidos | Periodo |
| ------------------ | -- | ------- | --------------- | ------- |
| Selección mexicana | 1  | 90      | 0               | 2000    |

| Fecha               | Rival     | Estadio                                        | Resultado | Competencia |
| ------------------- | --------- | ---------------------------------------------- | --------- | ----------- |
| 22 de marzo de 2000 | Venezuela | Estadio Olímpico de Villahermosa, Villahermosa | 1-0       | Amistoso    |

## Palmarés

### Futbolista
Campeonatos nacionales
| Categoría                  | Título                   | Club         | País   |
| -------------------------- | ------------------------ | ------------ | ------ |
| Primera División 'A'       | Final de Ascenso 2004-05 | San Luis FC  | México |
| Liga de Ascenso de México  | Apertura 2010            | Club Tijuana | México |
| Liga de Ascenso de México  | Final de Ascenso 2010-11 | Club Tijuana | México |
| Primera División de México | Apertura 2012            | Club Tijuana | México |

Otros campeonatos
| Título                | Club      | País   | Año  |
| --------------------- | --------- | ------ | ---- |
| Pre Pre Libertadores  | Cruz Azul | México | 2000 |
| Copa Pre Libertadores | Cruz Azul | México | 2000 |